# Mouton (Charente)
Mouton és un municipi francès situat al departament del Charente i a la regió de la Nova Aquitània. L'any 2007 tenia 224 habitants.

## Demografia

### Població
El 2007 la població de fet de Mouton era de 224 persones. Hi havia 99 famílies de les quals 29 eren unipersonals (25 homes vivint sols i 4 dones vivint soles), 33 parelles sense fills, 33 parelles amb fills i 4 famílies monoparentals amb fills.
La població ha evolucionat segons el següent gràfic:
Habitants censats

### Habitatges
El 2007 hi havia 132 habitatges, 98 eren l'habitatge principal de la família, 20 eren segones residències i 14 estaven desocupats. 129 eren cases i 2 eren apartaments. Dels 98 habitatges principals, 77 estaven ocupats pels seus propietaris, 17 estaven llogats i ocupats pels llogaters i 4 estaven cedits a títol gratuït; 10 tenien dues cambres, 18 en tenien tres, 26 en tenien quatre i 44 en tenien cinc o més. 66 habitatges disposaven pel capbaix d'una plaça de pàrquing. A 37 habitatges hi havia un automòbil i a 51 n'hi havia dos o més.

### Piràmide de població
La piràmide de població per edats i sexe el 2009 era:
| Homes | Edats   | Dones |
| ----- | ------- | ----- |
| 0     | 95 o +  | 0     |
| 0     | 90 a 94 | 0     |
| 4     | 85 a 89 | 4     |
| 4     | 80 a 84 | 4     |
| 4     | 75 a 79 | 8     |
| 16    | 70 a 74 | 0     |
| 16    | 65 a 69 | 24    |
| 0     | 60 a 64 | 4     |
| 0     | 55 a 59 | 0     |
| 4     | 50 a 54 | 0     |
| 16    | 45 a 49 | 4     |
| 4     | 40 a 44 | 12    |
| 16    | 35 a 39 | 4     |
| 8     | 30 a 34 | 12    |
| 0     | 25 a 29 | 4     |
| 0     | 20 a 24 | 0     |
| 12    | 15 a 19 | 0     |
| 4     | 10 a 14 | 16    |
| 16    | 5 a 9   | 0     |
| 8     | 0 a 4   | 4     |

## Economia
El 2007 la població en edat de treballar era de 130 persones, 98 eren actives i 32 eren inactives. De les 98 persones actives 86 estaven ocupades (46 homes i 40 dones) i 10 estaven aturades (3 homes i 7 dones). De les 32 persones inactives 11 estaven jubilades, 11 estaven estudiant i 10 estaven classificades com a «altres inactius».

### Ingressos
El 2009 a Mouton hi havia 101 unitats fiscals que integraven 238 persones, la mediana anual d'ingressos fiscals per persona era de 17.733 €.

### Activitats econòmiques
Dels 10 establiments que hi havia el 2007, 1 era d'una empresa extractiva, 2 d'empreses de fabricació d'altres productes industrials, 3 d'empreses de construcció, 2 d'empreses d'hostatgeria i restauració i 2 d'empreses classificades com a «altres activitats de serveis».
Dels 3 establiments de servei als particulars que hi havia el 2009, 1 era un paleta, 1 fusteria i 1 restaurant.
L'any 2000 a Mouton hi havia 13 explotacions agrícoles que ocupaven un total de 498 hectàrees.

## Poblacions més properes
El següent diagrama mostra les poblacions més properes.